# 향원정
향원정(香遠亭)은 서울특별시 종로구, 경복궁 후원 영역에 조성된 조선시대의 2층 육각 목조 정자이다. 경복궁 북쪽 후원에 있는 향원지 내의 가운데 섬 위에 건립되었다. '향원(香遠)'은 '향기가 멀리 간다'는 뜻으로 북송대 학자 주돈이(1017∼1073)가  지은 〈애련설(愛蓮說)〉에서 따온 말이다.
2012년 3월 2일 대한민국의 보물 제1759호로 지정되었다. 1885년에 세워진 것으로 추정되며, 고종의 어필로 현판을 제작하였다.

## 역사와 입지
향원정이 위치한 곳은 왕이나 왕족들이 휴식하고 소요하던 침전의 후원으로 여기에는 향원지(香遠池)와 녹산(鹿山)등 원림(苑林) 공간이 된다. 남쪽에는 함화당, 집경당이 위치해 있다.
세조 2년(1456)에 후원에 취노정(翠露亭)이란 정자를 짓고 그 앞에 연못을 파 연꽃을 심었다는 기록이 《세조실록》에 나타나는데, 이 연못이 현재의 향원지 위치로 여겨진다.
고종은 아버지 흥선대원군의 간섭에서 벗어나 친정체제를 구축하며 정치적 자립의 일환으로 건청궁을 지었는데, 그 건청궁 앞에 연못을 파서 그 가운데 섬을 만들고 향원정을 지었다. 정확한 창건연대는 기록되어있지 않아 기록이 등장하는 가장 이른 시기인 1887년 이전으로만 추정되어오다가, 목재 연륜 조사를 통해 1881년과 1884년에 벌채한 목재가 사용된 것을 알아내어 1885년으로 추정한다. 이 때 향원정으로 들어가기 위한 목교인 취향교도 같이 지은 것으로 본다. 취향교는 본래 건청궁에서 바로 들어갈 수 있도록 북편에 두었는데, 6·25때 부서진 것을 1953년에 복구하면서 남쪽으로 옮겨 놓았던 것을 2021년 다시 북쪽으로 복원하였다.
1886년 11월에 전기등소 설치공사를 시작하여 1887년에 전기를 공급하기 시작했다. 1895년 1월 17일, 21일에는 명성황후가 서울의 서양인 거주자들을 불러 스케이팅 파티를 벌였다. 을미사변때 명성황후의 시신을 불태우고 남은 재가 향원지에 뿌려졌다.
향원정은 왕과 그 가족들이 휴식을 취하는 공간으로 경복궁 후원의 아름다운 풍광 속에 안겨있는 상징적 대표 건물이다. 육각형 초석, 육각형 평면, 육모지붕 등 육각형의 공간을 구성하여 섬세하고 미려하게 다듬은 모든 구성요소들이 절묘한 조화를 이룬 비례감이 뛰어난 정자로 역사적, 예술적, 건축적으로 가치가 높다고 인정받아 보물로 지정되었다.

## 구조
향원정은 육각형 평면을 가진 2층 목조 정자 건물이다. 1층은 온돌 바닥으로, 2층은 우물 마루의 형태로 되어있다. 높이는 10.5 m이다. 창호는 4분합이며, 2층은 들어열개문으로 지어졌다. 1층은 남북방향으로 출입문이 존재하며, 2층에는 남쪽으로 출입문이 나있다.  공포는 1출목 2익공 형태이다. 지붕은 육각형 모임지붕으로, 막새기와로 이루어졌으며 절병통이 있다.
장대석으로 마무리한 낮은 기단 위에 육각형으로 된 초석을 놓고, 그 위에 일층과 이층을 관통하는 육모기둥을 세웠다.
공포(栱包)는 이층 기둥 위에 짜여지는데, 기둥 윗몸을 창방(昌枋)으로 결구하고 기둥 위에 주두(柱枓:대접받침)를 놓고 끝이 둥글게 초각(草刻)된 헛첨차를 놓았다. 일출목(一出目)의 행공첨차(行工檐遮)를 받치고,다시 소로를 두어 외목도리(外目道里)밑의 장혀를 받친 물익공이다.
1층 평면은 바닥 주위로 평난간을 두른 툇마루를 두었고, 이층 바닥 주위로는 계자난간을 두른 툇마루를 두었다. 천장은 우물천장이며 사방둘레의 모든 칸에는 완자살창틀을 달았다.
처마는 겹처마이며 육모지붕으로, 중앙의 추녀마루들이 모이는 중심점에 절병통(節甁桶)을 얹어 치장하였다.

### 주련
각 모서리마다 한개씩 총 여섯 개의 주련이 걸려있었다. 주련의 내용은 향원지를 신선 세계에 비유하는 내용으로 지어졌다. 여섯 주련 중 두 번째 내용이 담긴 주련은 분실되었다. 나머지 주련의 내용은 다음과 같다.
1. 玉池龍躍舞(옥지용약무): 신선이 사는 연못에 용이 뛰쳐 오르며 춤추네.
2. (분실)
3. 千山華月逈(천산화월형): 천 개의 산에는 빛나는 달이 멀리까지 비추고
4. 萬里衆星明(만리중성명): 만리에는 별무리가 밝게 빛나네.
5. 崑閬雲霞積(곤랑운하적): 곤륜산 봉우리에는 구름과 노을이 쌓였고
6. 蓬壺日月長(봉호일월장): 신선 사는 봉래산에는 세월도 길도다.

## 권역

### 향원지
향원지(香遠池)는 4,605m2(약,1395평)의 방형 연못인데, 모서리를 둥글게 구성했다. 내부에는 연꽃과 수초가 자라고, 잉어 등 물고기가 살고 있다. 향원지의 수원은 북쪽 언덕 밑에 솟아나는 '열상진원(洌上眞源)'이라는 샘물이다. 향원지 남측에 대한민국 최초의 전기발전소인 전기등소를 설치할 때 향원지에서 물을 끌어올려 전기를 생산하여 ‘물불’이라 부르기도 했다. 1887년 3월 6일, 처음으로 전등을 사용해 경복궁을 밝히게 되는데 약 450개의 전구를 사용해 경복궁내 향원정을 중심으로 밝게 밝혔다. 그러나 발전기 냉각수로 사용되던 향원정의 물이 가열되어 연못 내의 물고기들이 다 익어 죽는 사태가 발생했다. 이에 사람들은 도깨비의 저주라고 생각해 한동안 전등운영이 중지되기도 하였다.

### 취향교
취향교(醉香橋)는 향원정에 걸어서 가기 위해 설치한 다리다. 처음 설치 당시에는 건청궁에서 향원정으로 바로 갈 수 있도록 향원동 북쪽에 4열의 돌 적심으로 설치되어있었다. 그러나 일제강점기에 이를 허물고 일본풍으로 나무 적심 위에 간이다리를 새로 놓는다. 이 다리는 이후 6.25 전쟁때 파괴되었다가 1953년에 관람 편의를 위하여 본래의 자리가 아닌 향원정 남쪽에 다시 세워졌었다. 그러나 원 위치에서 벗어난 것이었기 때문에 2021년 현재의 아치형 목교로 복원하였다. 조선시대 원지에 놓인 목교로는 가장 긴 다리(길이 32m,폭 165cm)이다. 다리 동쪽으로는 담장이 설치되어 있었는데, 거기에 인유문(麟遊門)이란 일각문(一角門)이 열렸었고 또 그 남쪽에 봉집문(鳳集門)이 있어 연못은 한층 아늑한 정취(情趣)에 싸여 있었다.

### 열상진원

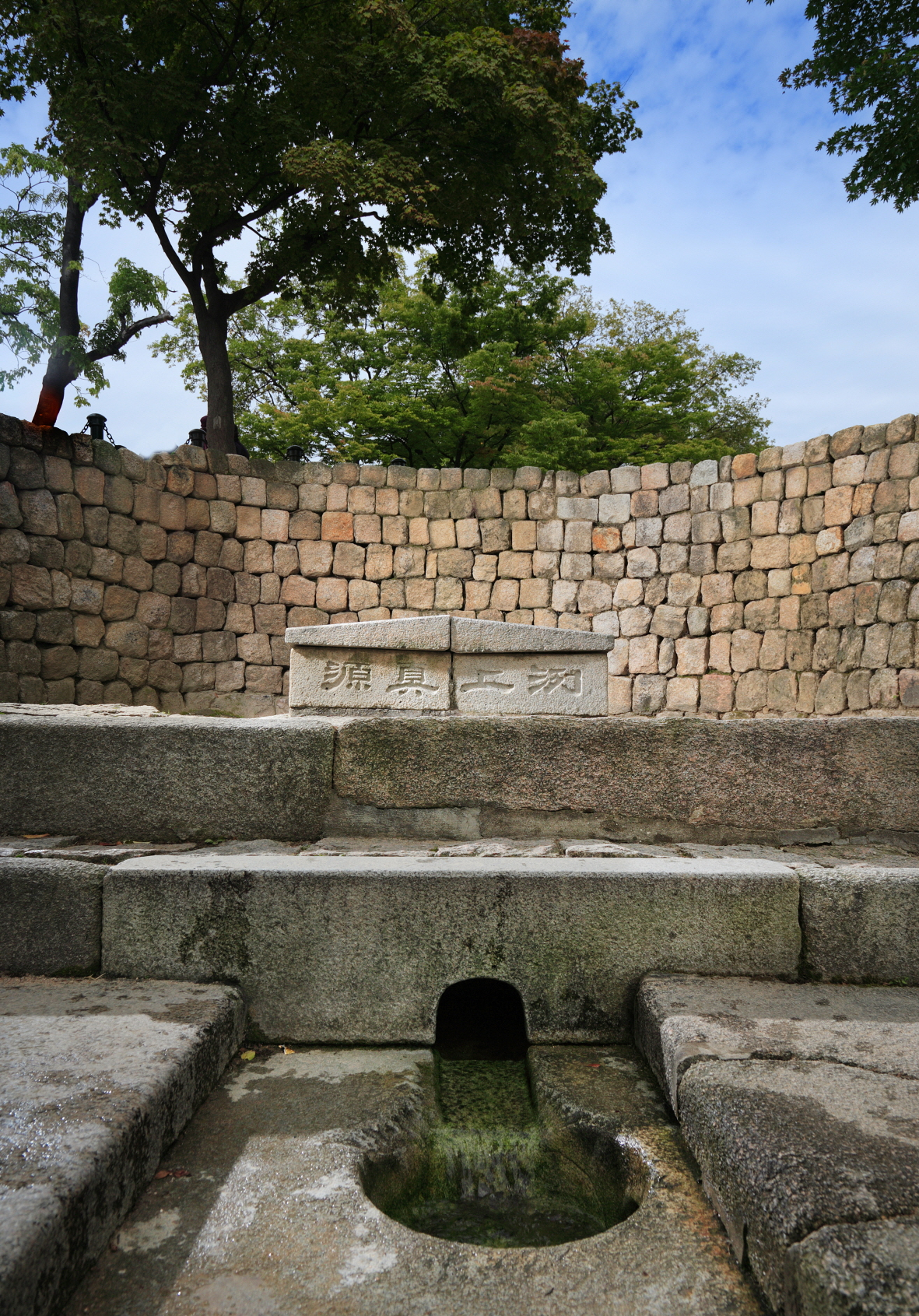
열상진원

열상진원(洌上眞源-)은 향원지의 수원이다. 향원지 서북쪽에 위치하며, 샘을 화강암으로 둘러싼 뒤 그 위에 예서로 글씨를 새겼다. 한강의 다른 이름인 열수(洌水)의 상류로 참된 근원이라는 뜻이다. 실제 한강의 수원은 태백시의 검룡소로 여기서 참된 근원이라 함은 상징적 표현이다.

## 사진

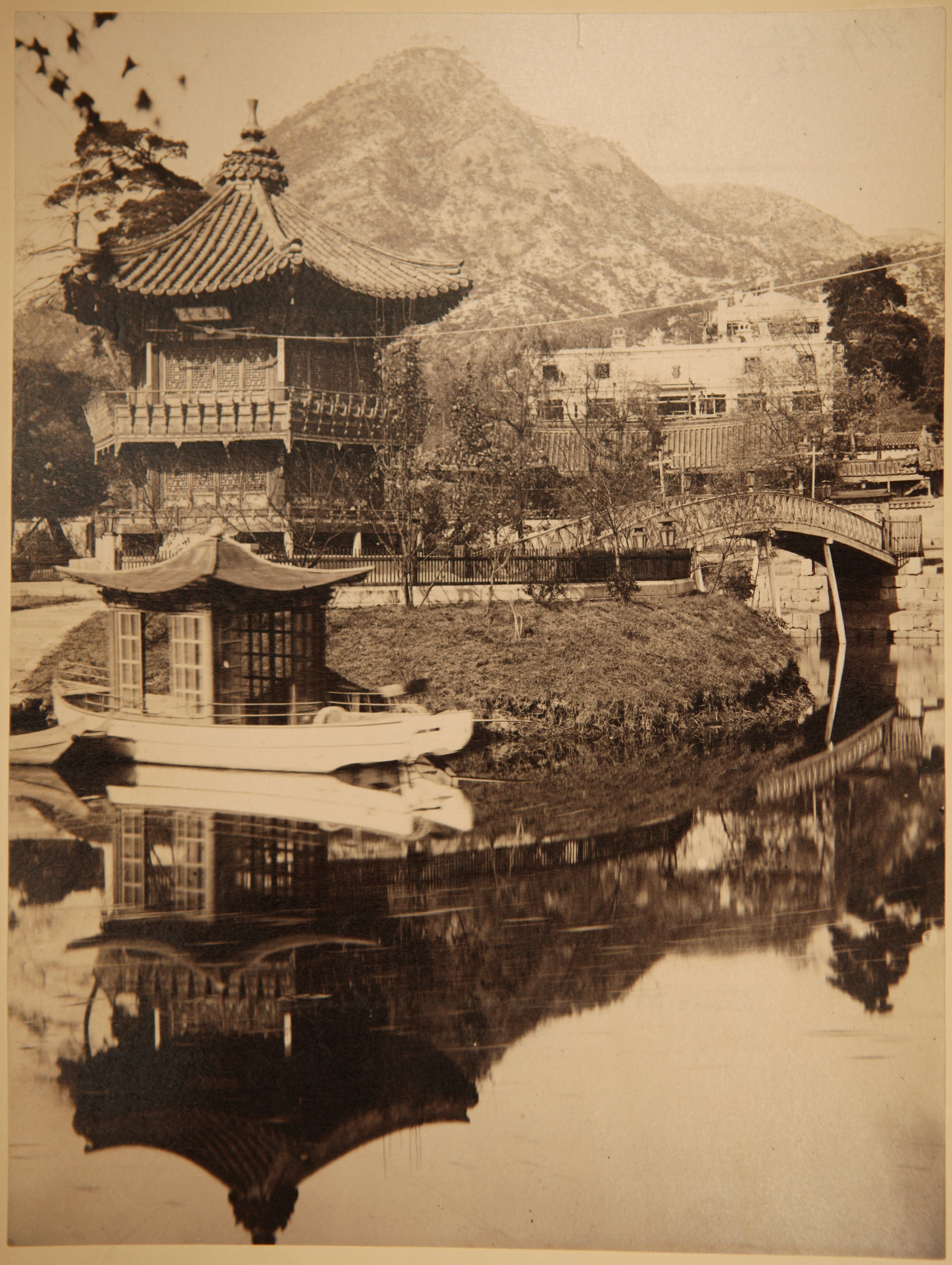
1900년
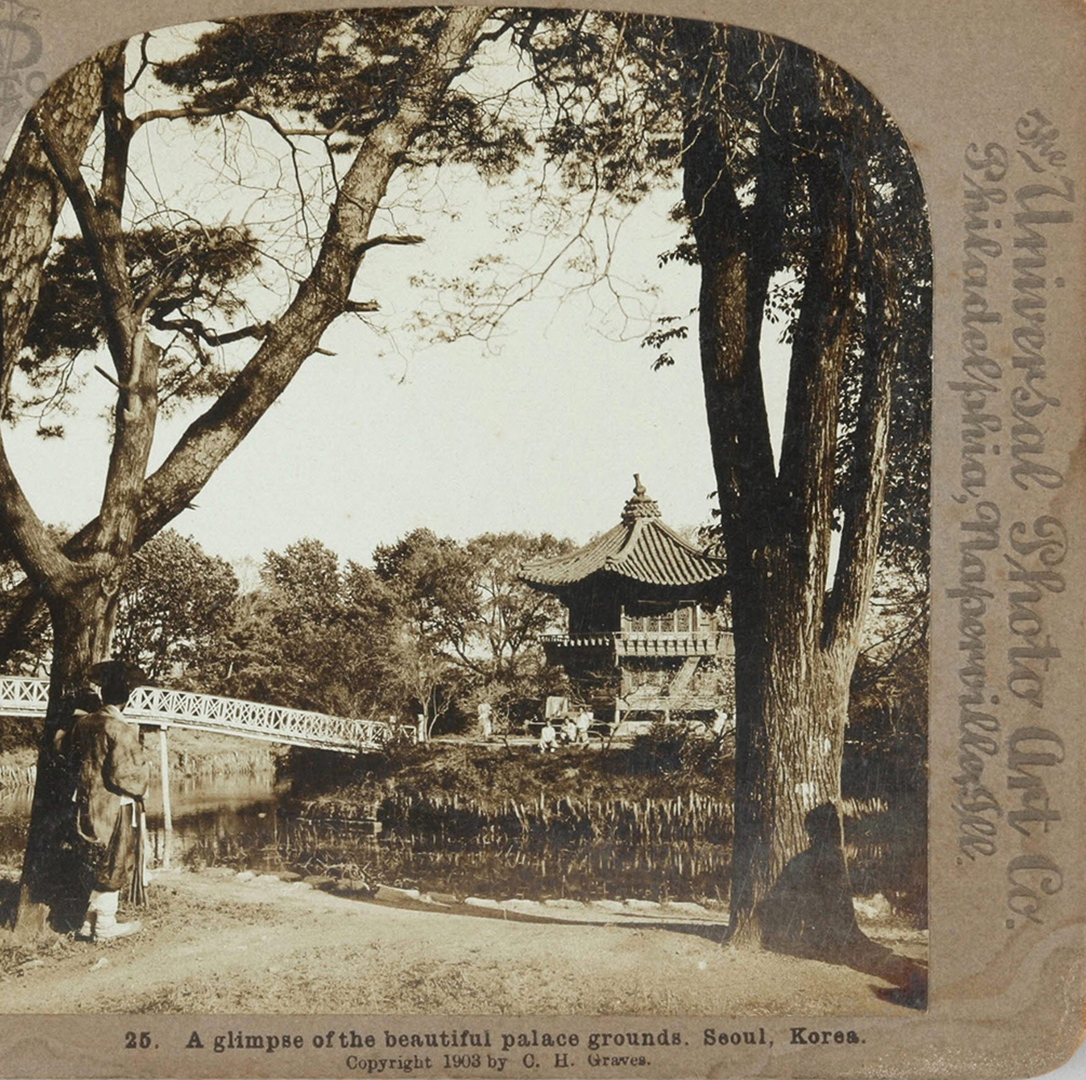
1903년
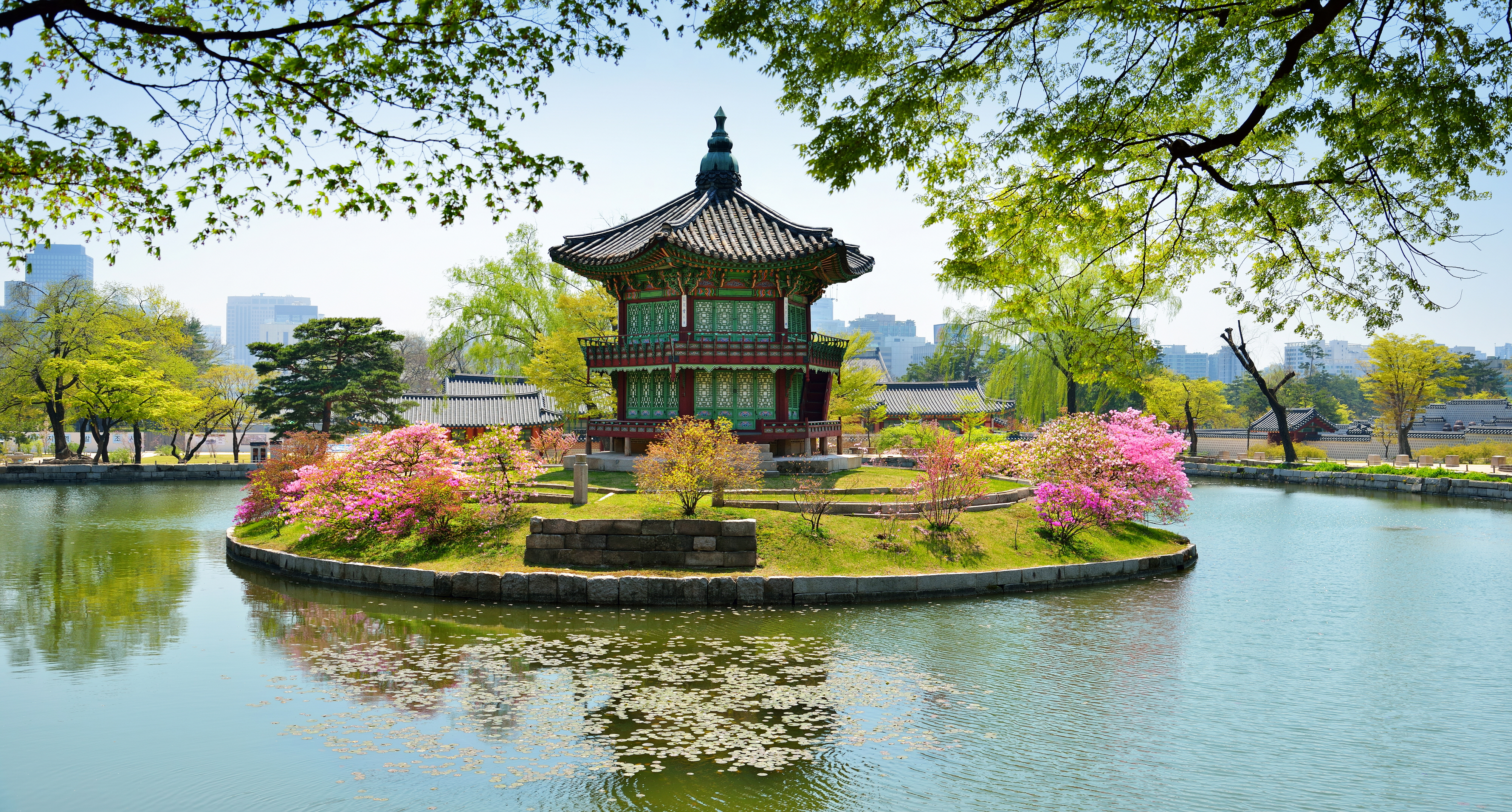
2013년 봄 (문화재청)
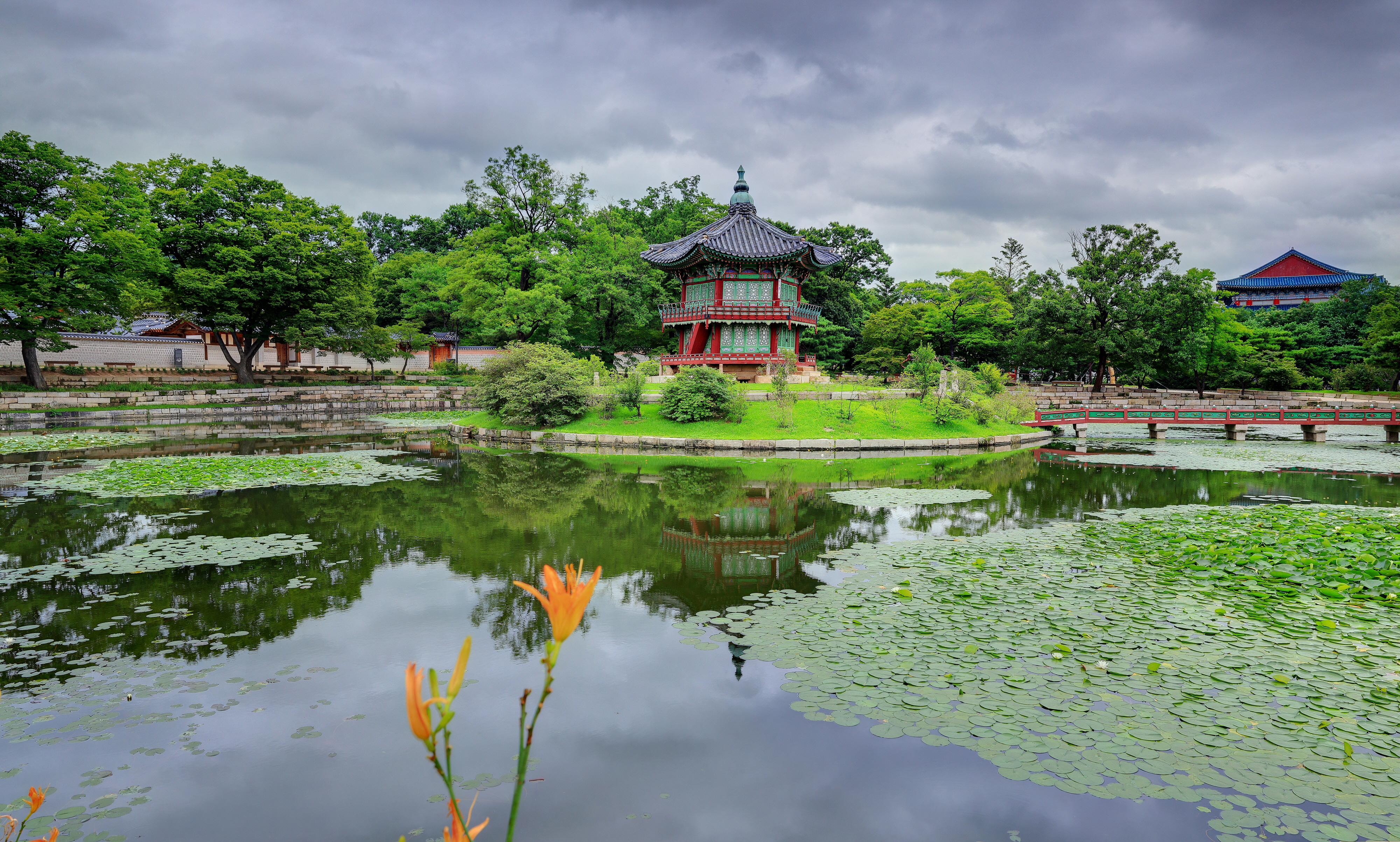
2013년 여름 (문화재청)
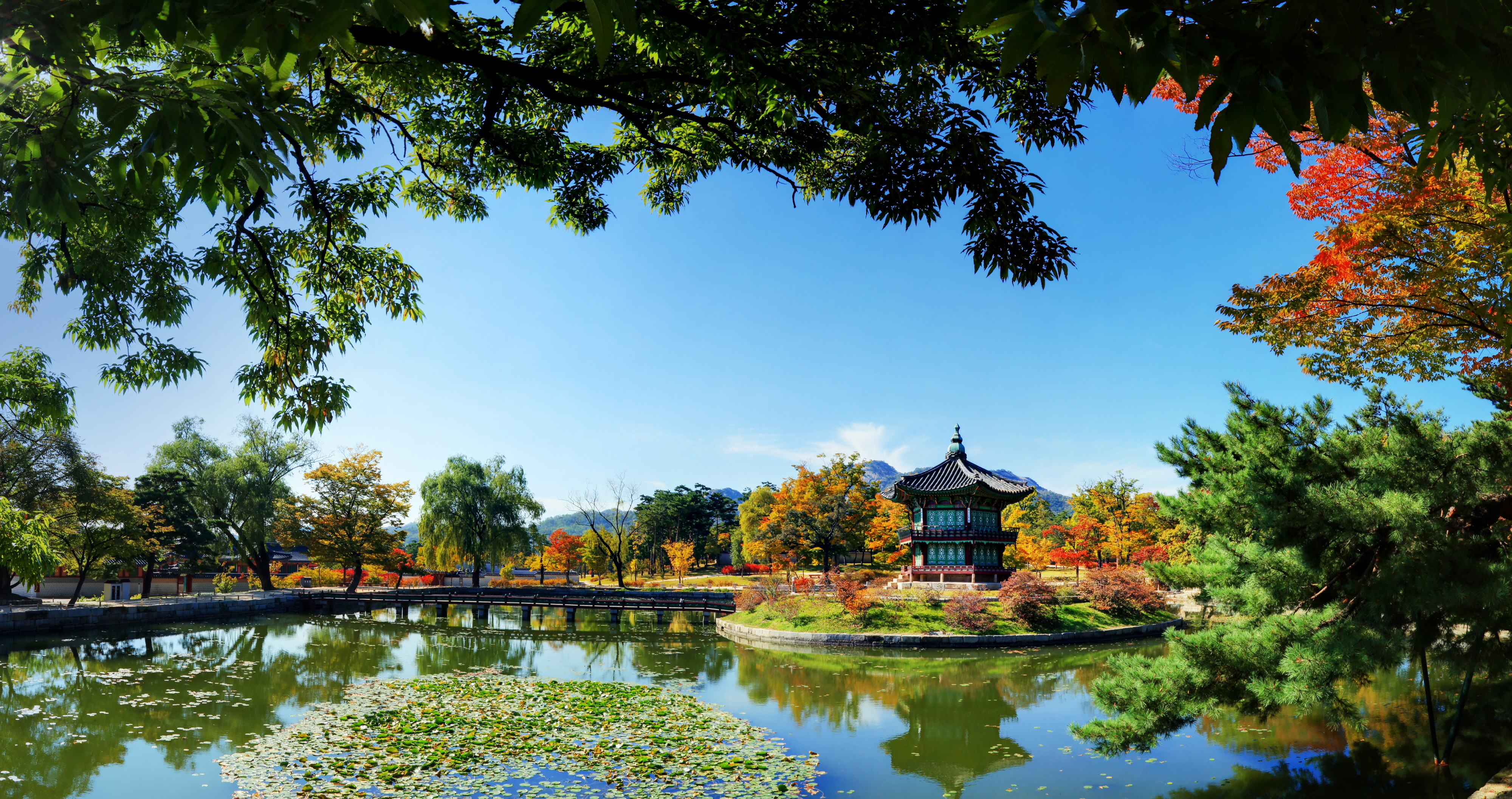
2013년 가을 (문화재청)
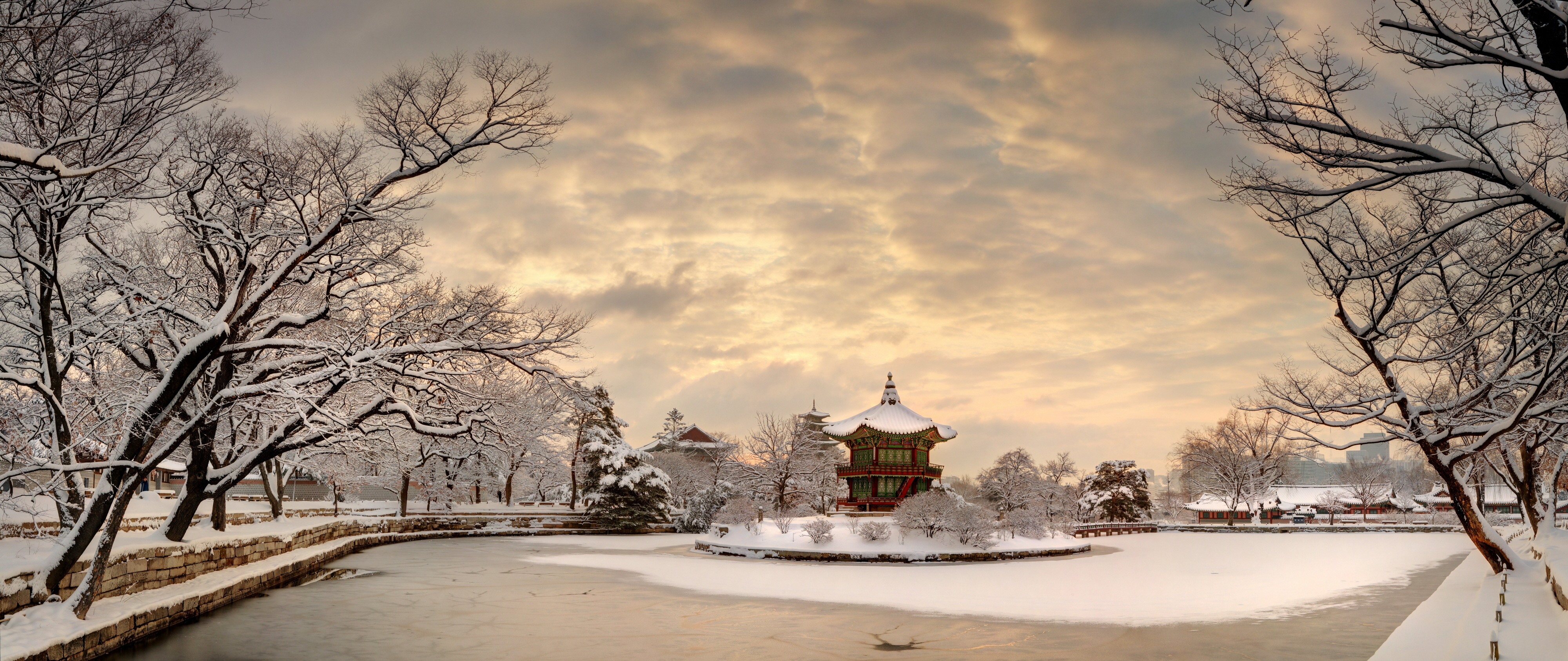
2013년 겨울 (문화재청)

## 같이 보기
- 경복궁

## 참고 자료
- 경복궁 향원정 - 국가유산청 국가유산포털
- 이 문서에는 문화재청에서 공공누리 제1유형으로 배포된 자료를 바탕으로 한 내용이 포함되어 있습니다.